# Peat Inn
Peat Inn è un piccolo villaggio agricolo del Fife, Scozia, Regno Unito, situato a circa km 11 sudest da Cupar e a km 10 sudovest da St Andrews.